# Договор в Озимо
Договор в Озимо (Озимский договор) был подписан 10 ноября 1975 года между Югославией и Италией в итальянском городе Озимо. Согласно ему проводился раздел Свободной территории Триест между двумя государствами. Текст договора был написан на французском языке. Вступил в силу 11 октября 1977 года.
Договор основывался на меморандуме о взаимопонимании, подписанном в Лондоне в 1954 году. Согласно ему временная гражданская администрация в Зоне А находилась Италии, а в Зоне B — Югославии. Договор всего лишь сделал это положение более определённым: Зона A, вместе с городом Триест, стала итальянской провинцией Триест, однако Югославии предоставлялся свободный доступ к порту в этом городе.
Министерство иностранных дел Италии не принимало участие в процессе переговоров. С итальянской стороны их почти что единолично вёл Эудженио Карбоне, занимавший в то время пост генерального директора Министерства промышленности и коммерции. От Югославии договор подписал министр иностранных дел Милош Минич.

## Критика договора в Италии
Итальянское правительство после подписания договора подверглось жёсткой критике из-за того, что переговоры велись тайно и не были соблюдены все привычные дипломатические процедуры. Итальянские националисты протестовали против передачи Истрии, так как этот регион исторически населяли итальянцы и ранее он был римской провинцией (Venetia et Histria), а позднее — находился под властью Венеции в течение нескольких веков. В древности восточная граница итальянского региона проходила по реке Арсия (современное название — Раша). Более того, Истрия на протяжении 25 лет (с 1919 по 1943), входила в состав Итальянского королевства, и на западном побережье полуострова в основном жили итальянцы. Со стороны общественности были призывы привлечь премьер-министра и министра иностранных дел к суду по обвинению в государственной измене: статья 241 Уголовного кодекса Италии устанавливает пожизненное тюремное заключение для тех, кто был признан виновным в содействии иностранным государствам в распространении их суверенитета на территории страны. Более того, договор не предоставлял гарантий о защите прав итальянского национального меньшинства в югославской зоне, хотя для словенцев в Италии это также не было оговорено. Этот вопрос обсуждался уже после подписания договора и в него позднее были добавлены отдельные протоколы.

## После обретения независимости Словенией
Словения объявила о независимости в 1991 году и уже в 1992 получила международное признание. Италия была одной из первых стран, которые признали независимость Словении а также её правопреемственность в отношении договоров, заключенных с правительством бывшей Югославии. Хотя актуальность договора находилась под вопросом, Словения 31 июля 1992 года объявила о признании Озимского договора. И Словения, и Хорватия противились внесению каких-либо изменений в нём. Словенское правительство заявило, что все долги перед Италией (за всю собственность, которая перешла под суверенитет Югославии после 1947) уже были выплачены. Однако по данным от 1993 года, 35 тысяч итальянцев всё ещё продолжали претендовать на материальную компенсацию. В том же году, во время войны, капитан Драган сформировал бригаду добровольцев в хорватской Краине для противостояния Туджману: это подразделение, финансировавшееся сербами, на треть состояло из итальянских националистов, которые выступали против договора: об этом упоминается в книге «Югославские войны» историка Йоже Пирьевца. В 1994 году итальянское правительство, во главе которого стоял Сильвио Берлускони, потребовал от Словении адекватной компенсации и угрожал остановить попытки интеграции Словении в сообщество западных стран. Из-за его позиции переговоры о вхождении Словении в Евросоюз начались только в марте 1995 года, когда новое правительство Италии, возглавляемое Ламберто Дини, отказалось от своих претензий. Вместо этого было подписано соглашение о сотрудничестве (совместно с Испанией), согласно которому итальянцы, которые проживали в Словении как минимум на протяжении трёх лет, получали право приобретать недвижимость в течение четырёх лет после подписания соглашения.
Хорватское правительство не объявляло о признании договора, хотя парламент этой страны на заседании 25 июня 1991 года признал границы Хорватии такими, какими они были, когда Хорватия входила в состав Югославии. Однако итальянское правительство не настаивало о подобном заявлении с хорватской стороны и сама Хорватия никогда не претендовала на пересмотр договора.